# Thelypteris nana
Thelypteris nana là một loài dương xỉ trong họ Thelypteridaceae. Loài này được A. Rojas mô tả khoa học đầu tiên năm 2011.
Danh pháp khoa học của loài này chưa được làm sáng tỏ. 